# 제2회 아시안 필름 어워즈
제2회 아시안 필름 어워즈는 2008년 3월 17일에 열린 시상식이다.

## 수상 및 후보

### 최우수작품상
- 밀양 - 이창동 수상
- 명장 - 진가신
- 태양은 다시 떠오른다 - 강문
- 색, 계 - 이안
- 그래도 내가 하지 않았어 - 수오 마사유키
- 부처는 수치심 때문에 붕괴되었다 - 하나 마흐말바프

### 최우수감독상
- 밀양 - 이창동 수상
- 경계 - 장률
- 그래도 내가 하지 않았어 - 수오 마사유키
- 색, 계 - 이안
- 태양은 다시 떠오른다 - 강문
- 명장 - 진가신

### 남우주연상
- 색, 계 - 양조위 수상
- 밀양 - 송강호
- 그래도 내가 하지 않았어 - 카세 료
- 신 인간 개 - 고첩

### 여우주연상
- 밀양 - 전도연 수상
- 색, 계 - 탕웨이
- 옴 샨티 옴 - Deepika PADUKONE
- 세븐 데이즈 - 김윤진
- 도쿄 타워 - 키키 키린
- 더 홈 송 스토리즈 - 조안 첸

### 남우조연상
- 몽골 - 순홍레이 수상
- 좋지 아니한가 - 천호진
- 도쿄 타워 - 코바야시 카오루
- Love of Siam - Mario MAURER
- 올웨이스 - 3번지의 석양 2 - 츠츠미 신이치

### 여우조연상
- 태양은 다시 떠오른다 - 조안 첸 수상
- 행복 - 공효진
- 좋지 아니한가 - 김혜수
- 플로이 - Apinya SAKUJAROENSUK
- 올웨이스 - 3번지의 석양 2 - 야쿠시마루 히로코

### 최우수 각본상
- 미친 형사 - 위가휘 외 1명 수상
- 오래된 정원 - 임상수
- Little Moth - PENG Tao
- 그래도 내가 하지 않았어 - 수오 마사유키
- 색, 계 - 왕휘링

### 최우수 촬영상
- 도와줘, 에로스 - LIAO Pen-jung 수상
- 눈밭 속의 세 사람 - Hooman BEHMANESH
- 플로이 - Chankit CHAMNIVIKAIPONG
- 프로즌 - Shanker Raman
- 명장 - 황악태

### 최우수 제작디자인상
- 태양은 다시 떠오른다 - CAO Jiuping 외 1명 수상
- 비명 - 김유정 외 1명
- 사쿠란 - 이와키 나미코
- 도와줘, 에로스 - 차이밍량

### 최우수 작곡상
- 옴 샨티 옴 - Shekhar RAVJIANI 외 1명 수상
- 색, 계 - 알렉상드르 데스플라
- Love of Siam - Kitti KUREMANEE
- 사쿠란 - 시이나 링고
- 정오의 개 짖는 소리 - Xiao He

### 최우수 편집상
- 천공의 눈 - 데이비드 M. 리처드슨 수상
- 새총 - Charliebebs GOHETIA
- 마이코 한!!! - HIRASAWA Shogo
- 오래된 정원 - 이은수
- 명장 - Wenders LI

### 최우수 시각효과상
- 명장 - NG Yuen Fai 수상
- 태양은 다시 떠오른다 - Thomas DUVAL
- 대일본인 - SESHITA Hiroyuki
- 디 워 - 심형래
- 올웨이스 - 3번지의 석양 2 - 야마자키 타카시

### 공로상
- 야마다 요지

### 에드워드 양상
- Yuya Ishii